# 홍주성 수성비
홍주성 수성비(洪州城 修城碑)는 충청남도 홍성군 홍성읍 오관리에 있는 조선시대의 비석이다. 1984년 5월 17일 충청남도의 문화재자료 제166호로 지정되었다.

## 개요
홍주성을 고쳐 짓고 이를 기념하기 위하여 세운 비이다.
홍주는 서해로 가는 길목으로 교통의 중심이며, 충청 서부지역의 군사적 요충지가 되는 곳이다. 홍주성은 조선시대 문종 1년(1451) 지방행정구역을 개편하면서 쌓아 놓은 곳으로, 민종식, 이세영, 채광묵, 안병찬 등이 일제에 의해 강제로 체결된 을사조약에 반대하며 의병을 일으켜 이곳에 와서, 성에 머물러 있던 일본군을 덕산으로 쫓아내 성을 되찾았던 전투로 유명하다.
비문에는 순조 24년(1824) 진장 김계묵과 목사 이현규가 이 성을 돌아보고 성이 황폐해진 모습에 탄식하여 수리하게 되었다는 내용이 적혀있다.

## 현지 안내문
이 비는 1824년(순조 24년) 황폐된 홍주성 보수를 완공한 것을 기념하여 세운 것이다. 본래 홍성읍 고암리에 있었다.
비문의 내용을 보면, 성의 축조과정을 알 수 있다. 홍주는 지역이 바닷가에 있어서 서울의 서남쪽의 방비를 위한 중요한 지역이다. 그러나 이 성이 부수어져 1823년ㅁ)순조 23년 봄에 부임한 진장 김계묵과 목사 이헌규가 이 성을 수리하기로 하였다. 그리하여 이해  8월부터 공사를 시작하여 11월에 마쳤다. 
그리하여 완성된 성의 규모는 7리이고 일을 한 날은 100여일 이었다.
비의 뒷면에는 성쌓기 작업을 주도하고 감독한 사람들의 직책과 이름이 있어 당시 사회상을 파악하는 좋은 자료가 된다.

## 같이 보기
- 홍주읍성 - 사적 제231호

## 참고 자료
- 홍주성수성비 - 국가유산청 국가유산포털